# Björn E. Berglund
Per Björn-Erik Berglund, född den 4 juni 1935, är en svensk geolog. 
Berglund blev filosofie doktor vid Lunds universitet 1966 på avhandlingen Late-Quaternary Vegetation in Eastern Blekinge, South-Eastern Sweden: a Pollen-Analytical Study. Han var professor i kvartärgeologi vid nämnda universitet 1971-2000 (som efterträdare till Tage Nilsson). Han blev 1989 ledamot av Vetenskapsakademien. Sedan 1997 är han utländsk ledamot av Finska Vetenskaps-Societeten.